# Silla Instinkt
Silla Instinkt è il quarto album da solista del rapper tedesco Silla, pubblicato il 4 marzo del 2011. L'album arrivò al 30º Posto negli album charts tedeschi.

## Tracce
1. 6ter Sinn
2. S.I. 2011 (feat. Bintia)
3. Streetkings (feat. Navigator)
4. Live aus Berlin (feat. Fler)
5. Du schaffst das (feat. Shizoe)
6. An manchen Tagen (feat. MoTrip)
7. Wo bist du?
8. Träumer / Jetlag
9. Deepthroat
10. Killa (feat. MoTrip & Joka)
11. Bandenkrieg (feat. Nazar)
12. Nur der Mond ist mein Zeuge (feat. Fler & Reason)
13. Süchtig (feat. Bizzy Montana, Nicone & Navigator)
14. Ich hasse dich zu lieben (feat. Sarah Gad)
15. Jeder Tag (feat. Raf Camora)
16. Marlboro Mann
17. Vogel flieg (feat. Kitty Kat)
18. In meinem Himmel (feat. Azad & Manuellsen)
19. Back am Block